# 73式特大型セミトレーラ
73式特大型セミトレーラ（ななさんしきとくおおがたセミトレーラ、JGSDF Type 73 Extra Large Semi-trailer Truck ）は、陸上自衛隊が装備するいわゆる戦車運搬車で、主に輸送科に配備される。

## 概要
総重量38tにおよぶ74式戦車を輸送するため、1973年（昭和48年）に制式化された最大積載量40tの3軸トレーラーである。トレーラーは東急車輛（現：東邦車輛）が製造、同社のTL型低床式セミトレーラーがベースとなっており、全長11320mm、全幅3290mm、最大積載量40000kg、総重量47900kg。戦車の積載は荷台に搭載された着脱式のローディングランプで行う。牽引車は74式特大型トラックのバリエーションの一つで「特大型セミトレーラけん引車」の名称が付けられている。三菱ふそう・スーパーグレートをベースにしているが、総輪駆動化によるトランスファを収める為、民間型の牽引車に比べると700mm以上もホイールベースが延長されている。またスーパーグレートで前照灯が取り付けられている部分にはウインカーのみが装着され、本車の前照灯は角型4灯のバンパー埋め込み式となっている。
主に駐屯地から演習場へ重量物を運搬するときに使用される。74式戦車より10t以上重い90式戦車はそのままの状態では最大積載量をオーバーしてしまうため、運搬する際は車体と砲塔を分離させて搭載するか、特大型運搬車を使用する。
10式戦車は全備重量は約44t、約4t分の装甲などを取り外す事で、73式特大型セミトレーラの最大積載量に収めている。2010年（平成22年）12月までに、すでに73式特大型セミトレーラに10式戦車を乗せ砲塔と車体が一体の状態で輸送しているところが目撃されており、その際に東名高速道路および国道を走行している。
公道を走行の際には車両制限令に基づき、夜間に先導車をつけて走行しなければならない。

## 諸元・性能
- 全長：11.32 m
- 全幅：3.29 m
- 全高：3.15 m

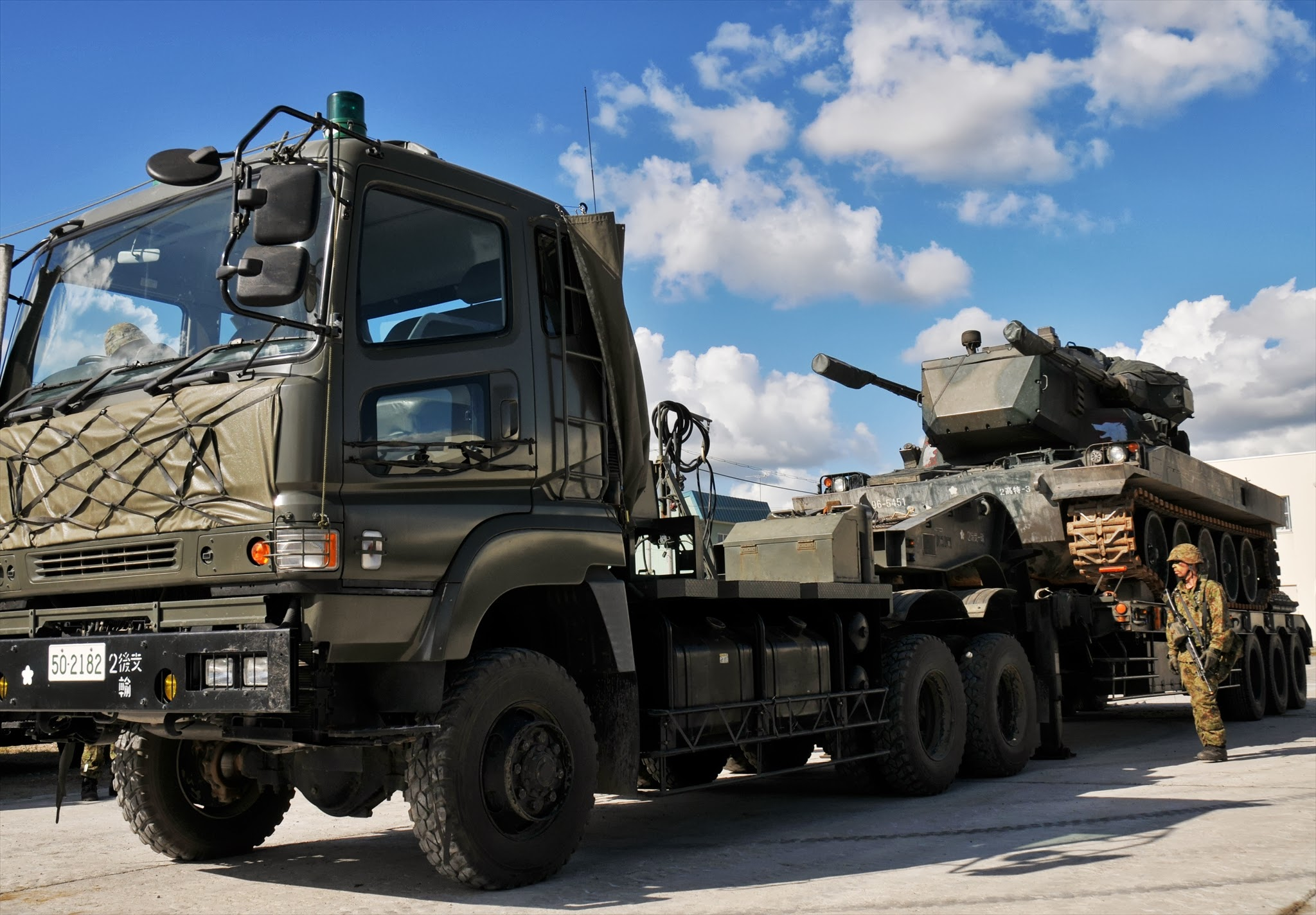
87式自走高射機関砲を積載した状態

- 重量：17,820 kg（牽引車：9,920 kg、トレーラ：7,900 kg）
- 最大積載量：40,000 kg
- 最高速度：約60 km/h

## 製作
- 牽引車：三菱自動車工業(-2002）/三菱ふそうトラック・バス(2003-)
- トレーラ：東急車輛製造[注釈 2](-2011)/東邦車輛(2012-)